# 马里利亚诺
马里利亚诺（義大利語：Marigliano），是意大利那不勒斯省的一个市镇。总面积22平方公里，人口30291人，人口密度1376.9人/平方公里（2009年）。ISTAT代码为063043。